# Esaurimento nervoso
L'esaurimento nervoso (più propriamente nevrastenia o, meno frequentemente, scompenso nervoso) è un'espressione nata agli albori delle scienze neurologiche/psichiatriche, divenuta poi colloquiale e popolare, e riferita ad un insieme di patologie psicologiche e neurologiche definite, spesso, in maniera molto generica.

## Aspetto linguistico e uso odierno
È da notare come a livello linguistico il termine appaia improprio: il sistema nervoso non si può "esaurire" completamente ma al più può "malfunzionare", finendo in "scompenso" rispetto alla norma.
Nel suo Manuale critico di psichiatria, così definisce Jervis l'"esaurimento nervoso": «Termine privo di un significato preciso, che serve a designare, in modo rassicurante e neutrale, qualsiasi disturbo psichico. Né il sistema nervoso in generale, né in particolare il cervello, sono sistemi o organi che si 'esauriscono': questo modo di dire non ha quindi significato scientifico».
La diffusione popolare dell'espressione trae origine dal probabile errore di traduzione dell'inglese “nervous breakdown” (crollo nervoso); il termine indica, infatti, l'ansia e il disturbo depressivo. Talora il termine nevrastenia è usato per indicare la sindrome della fatica cronica e sindromi affini come la fibromialgia, di incerta origine, ma a componente solo in parte psicogena.

## Sintomi
La sintomatologia individua i seguenti sviluppi:
- Astenia psicofisica
- Affaticamento più facile
- Cefalea
- Disturbo depressivo
- Disturbi del sistema nervoso
- Disturbi dell'umore, dell'attenzione e del sonno
- Sbalzi emotivi e affettivi (insicurezza, sfiducia, nervosismo, tensione)
- Agitazione psicomotoria
- Iperemotività
- Ipocondria

## Trattazione freudiana
Fra i sintomi "preminenti" della nevrastenia, Freud identificò pressione endocranica, propensione alla stanchezza, dispepsia, stitichezza, irritazione spinale, e una seconda forma di nevrastenia che chiamò nevrosi di angoscia, caratterizzata da eccessiva ansietà, inquietudine, angoscia d'attesa, attacchi di angoscia (completi, rudimentali o supplementari), vertigine locomotoria, agorafobia, insonnia, aumentata sensibilità al dolore.
(Freud, La sessualità nell'etiologia della nevrosi, 1898, in Freud-opere 1886- 1921, collana I Mammut, Newton Compton Editori)
Secondo Freud, le persone malate dovrebbero avere cognizione della certezza con cui il medico è in grado di interpretare i loro disturbi nevrotici e di inferirne l'etiologia sessuale operante, per abbandonare il riserbo verso le persone cui hanno chiesto aiuto per le loro sofferenze. La morfologia della nevrosi può con poca difficoltà essere tradotta in etiologia e una conoscenza di quest'ultima porta del tutto naturalmente a nuove indicazioni sui metodi di cura.
Solo nelle nevrastenie l'interrogazione del paziente riesce a svelare i fattori etiologici della sua vita sessuale, perché nella nevrastenia questi sono eventi recenti, del presente, o che iniziano con l'età della maturità sessuale. L'interrogazione del paziente dà invece scarsi risultati nel caso della psiconevrosi. Come nella nevrastenia, i sintomi mancano di qualsiasi legame con la causa profonda della psiconevrosi, che risale alla primissima infanzia, di cui il paziente si è dimenticato, a causa della rimozione.